# Gare de Lykhatchove
La gare de Lykhatchove (en ukrainien : Лихачове (станція)) est une gare ferroviaire située dans la ville de Pervomaïskyï en Ukraine.

## Histoire
Bâtie en 1869 lors de la mise en service la ligne de chemin de fer Koursk – Kharkiv – Sebastopol.
Un arrêt pour l'approvisionnement des locomotives en charbon et en eau est établi dans le village puis château d'eau est construit. 